# Raffaele Purpo
Raffaele Purpo (Sorrento, 24 dicembre 1789 – Pozzuoli, 23 dicembre 1876) è stato un vescovo cattolico italiano.

## Biografia
Nato a Sorrento il 24 dicembre 1789, fu ordinato sacerdote il 18 dicembre 1813.
Il 7 maggio 1843 fu consacrato vescovo di Pozzuoli e il 6 agosto seguente benedisse il nuovo cimitero civico.
Nel 1845 istituì la processione della seconda domenica di maggio, che avviene tuttora, per far memoria del ritorno in città delle reliquie dei santi martirizzati nel 305, in particolare quelle del santo patrono Procolo, avvenuto il 13 maggio 1781

Il 30 ottobre 1850 consacrò la chiesa madre del cimitero e la dedicò a Santa Maria del Purgatorio.
Il 30 marzo 1857 donò allo Stato l'ex monastero dei frati minori conventuali situato accanto alla chiesa dei Santi Francesco e Antonio, per adibirlo a monastero gesuita, destinazione che mantenne fino al 7 settembre 1860, quando divenne una casa circondariale a seguito della venuta a Napoli di Giuseppe Garibaldi.
A lui si deve l'istituzione delle "Società operaie di mutuo soccorso" in città.
Morì a Pozzuoli il 23 dicembre 1876.

## Genealogia episcopale
La genealogia episcopale è:
- Cardinale Scipione Rebiba
- Cardinale Giulio Antonio Santori
- Cardinale Girolamo Bernerio, O.P.
- Arcivescovo Galeazzo Sanvitale
- Cardinale Ludovico Ludovisi
- Cardinale Luigi Caetani
- Cardinale Ulderico Carpegna
- Cardinale Paluzzo Paluzzi Altieri degli Albertoni
- Papa Benedetto XIII
- Papa Benedetto XIV
- Papa Clemente XIII
- Cardinale Marcantonio Colonna
- Cardinale Giacinto Sigismondo Gerdil, B.
- Cardinale Giulio Maria della Somaglia
- Cardinale Giacinto Placido Zurla, O.S.B.Cam.
- Cardinale Antonio Francesco Orioli, O.F.M.Conv.
- Vescovo Raffaele Purpo